# مجموعة أكرون
مجموعة أكرون((بالروسية: Группа Акрон)‏) هي مجموعة روسية من الشركات الزراعية وواحدة من أوائل المنتجين العالميين للأسمدة المعدنية في العالم.

## تاريخ
يوجد شركتين هما أساس وقلب المجموعة، أكرون(أسست في عام 1961)ودروغبسولDorogobuzh(أسست في عام 1966)،واللتان أسسا صناعة الأسمدة السوفياتية.بعد انهيار الاتحاد السوفيتي،كلا الشركتان تعرضت لتحول وتغير قاسي على نطاق واسع واعتماد تنظيم وتشكيل جديد طويل الامد وتطوير البرنامج المعتمد وسيطرة النظام المشترك.في سبيل إحكام قبضها على أكبر سوق للأسمدة-الصين-في عام 2005 المجموعة أنشات سماداً مركباً من خلال المنتج Hongri Acron وأنشات شبكة توزيع شاملة.في عام 2011 دخلت بمضاربة تجارية مع مجموعة ريو تنتو لإنشاء المنقب عن البوتاس في ساسكاتشوان،كندا